# روز ملی عربستان سعودی

روز ملی عربستان سعودی (به عربی: الیوم الوطنی للمملکة العربیة السعودیة) در ۲۳ سپتامبر هر سال در عربستان سعودی به مناسبت تأسیس پادشاهی عربستان سعودی توسط پادشاه عبدالعزیز در سال ۱۹۳۲ میلادی جشن گرفته می‌شود. این روز در عربستان سعودی تعطیلی رسمی است.

## جشن
روز ملی عربستان سعودی با رقص، آواز و جشنواره‌های محلی جشن گرفته می‌شود. جاده‌ها و ساختمان‌ها با پرچم این کشور تزئین می‌شوند و مردم لباس‌هایی با نقش پرچم عربستان سعودی می‌پوشند.

## رویدادها و مناسبت‌های مقارن با این روز
- ۲۰۰۵: عبدالله بن عبدالعزیز اعلام کرد که روز ملی عربستان سعودی، تعطیل رسمی است
- ۲۰۰۹: پادشاه عبدالله بن عبدالعزیز در حضور تعدادی از سران دولت‌های جهان، دانشگاه علم و صنعت ملک عبدالله را افتتاح کرد
- ۲۰۱۴: شهرداری جده بلندترین میلهٔ پرچم در جهان با ارتفاع بیش از ۱۷۱ متر را به اهتزاز درآورد. پرچم ۴۹٫۵ متر ارتفاع، ۳۳ متر عرض، ۱۶۳۵ متر مربع مساحت و ۵۷۰ کیلوگرم وزن داشت

#### مراسم سال ۲۰۲۱
در این سال جشن همراه با آواز ترانه‌های شاد، رقص و خوانندگی زنان برگزار شد. در بهترین بخش این مراسم، دالیا مبارک، خواننده‌ی عرب به همراه جمعی از رقصنده‌ها به آوازخوانی پرداخت. رقص این برنامه دارای ویژگی‌های منحصر به فردی در تاریخ عربستان سعودی بود. رقص ترکیبی از رقص غربی و رقص تاریخی زنان عرب بود.